# Harald Pettersson
Carl Folke Harald Pettersson (ur. 2 kwietnia 1903, zm. 10 kwietnia 1956) – szwedzki zapaśnik walczący w stylu klasycznym. Olimpijczyk z Amsterdamu 1928, gdzie zajął dziewiąte miejsce w wadze lekkiej.
Mistrz Europy w 1926 i drugi w 1927. Mistrz kraju w 1925 i 1926 roku.

## Letnie Igrzyska Olimpijskie 1928
| Konkurencja            | Rundy eliminacyjne        | Rundy eliminacyjne  | Rundy eliminacyjne      | Klas. końcowa |
| Konkurencja            | Przeciwnik I              | Przeciwnik II       | Przeciwnik III          | Miejsce       |
| ---------------------- | ------------------------- | ------------------- | ----------------------- | ------------- |
| 67,5 kg styl klasyczny | Wasilios Pawlidis (GRE) Z | Osvald Käpp (EST) P | Ryszard Błażyca (POL) P | 9.            |